# Kamakura
För staden, se Kamakura, Kanagawa.
Kamakura (鎌倉) var en period i Japans historia mellan åren 1185 och 1333 och som följdes av Ashikagaperioden.
Kamakuraperioden inleds i och med att Minamoto no Yoritomo år 1192 utnämnts till Shogun. Ibland daterar man dock periodens början till 1185. Yoritomo dog samma år som han kröntes, sedan han kastats av hästryggen i samband med en militärparad. Hans äldste son abdikerade 1203 och när hans siste son, Minamoto no Sanetomo, hade mördats 1219 fanns inga arvingar kvar av Minamoto-släktens huvudlinje. Houjou-ätten, vilken Yoritomos änka Houjou no Masako tillhörde och som var släkt med Taira-ätten, kom att bli dominerande i Kamakura-shogunatet. Houjou-ättens överhuvud, Masakos bror Yoshitoki, gjorde dock inga anspråk på shogun-titeln utan lät istället ett spädbarn av Fujiwara-ätten, som på mödernet var släkt med Yoritomo, hämtas till Kamakura för att tillträda posten som Shogun. Precis som pensionerade kejsare hade härskat å en omyndig regerande kejsares vägnar under beteckningen insei, regerade Houjou å den omyndige shogunens vägnar genom befattningen shikken. Yoshitokis son Yasutoki blev den som konsoliderade såväl Kamakura-shogunatet som Houjous makt över detta, han etablerade ett kollektivt ledarskap som hade stora framgångar ända fram till Kamakuras fall 1333.

## Demongoliska invasionerna av Japan
Kamakura-shogunatet tvingades för första gången i Japans historia ta itu med ett allvarligt yttre hot i form av mongolerna som erövrat större del en av norra Asien samt hela Kina år 1279. Khubilai khan som regerade från Peking över mongolernas östliga domäner krävde Japans kapitulation 1266 men shogunatet vägrade. År 1274 angrep mongolerna Japan via Korea med runt 30 000 man. Deras vapen och stridsförmåga var överlägsen men de drog sig tillbaka på grund av ofördelaktiga väderförhållanden. År 1281 gick mongolerna till förnyat angrepp med 140 000 soldater. Japanerna hade rest en mur kring Hakata-bukten och med hjälp av denna mur kunde man hålla mongolerna till havs medan snabba japanska skepp angrep de stora och långsamma mongolskeppen i nästan två månader. Slutligen förintade en tyfon nära hälften av de mongoliska styrkorna och tvingade de återstående att dra sig tillbaka. Denna kamikaze ('gudomlig vind') sågs av japanerna som en bekräftelse på att Japan var ett gudomligt land och etsade sig in i deras kollektiva medvetande.
Kamakura-shogunatets vasaller hade lyckats besegra mongolerna, men kriget mot dem lämnade inget byte att dela upp och deras ekonomi försämrades stadigt. År 1297 utfärdade shogunatet en order om att alla vasallernas skulder skulle avskrivas. Detta blev dock bara en tillfällig lindring och systemets förfall fortsatte. De lojalitetsband som höll ihop systemet försvagades och lojaliteten mot lokala krigare blev gradvis större än lojaliteten mot Kamakura-shogunatet. År 1333 fick splittringstendenserna slutligen Kamakura-shogunatet på fall. Den utlösande faktorn blev kejsar Go Daigos försök att dels säkerställa successionen för hans egen linje av kejsarfamiljen (som splittrats i två konkurrerande hov) samt återinföra kejsarmakten. År 1331 försökte shogunatet tvinga Go Daigo att abdikera varpå han skapade en revolt. Go Daigo tillfångatogs av shogunatets soldater som skickade honom i exil, men lyckades fly. Shogunatet sände ut Ashikaga Takauji för att fånga in Go Daigo, men plötsligt bytte denne sida och erövrade huvudstaden för kejsarens räkning.